# 李神
李 神（り しん、生没年不詳）は、北魏の軍人。本貫は恒農郡。

## 経歴
秦益二州刺史の李洪之の子として生まれた。若くして征戦に従い、従兄の李崇に重用された。威遠将軍・新蔡郡太守に進み、建安戍主を兼ねた。寧遠将軍・陳留郡太守に転じ、狄丘戍主を兼ねた。軍功により、長楽県開国男に封じられた。征虜将軍・驍騎将軍・直閤将軍に歴位した。
515年（延昌4年）、南朝梁の游撃将軍の趙祖悦が硤石を占拠すると、李神は揚州刺史李崇の下で統軍となり、梁軍と戦った。梁の霍州司馬の田休らが建安に侵攻すると、李神はこれを撃退した。516年（熙平元年）、闘艦100隻あまりを率いて、崔亮や李平らとともに硤石を攻撃して、陥落させた。平北将軍・太中大夫に進んだ。
孝昌年間、行相州事となり、撫軍将軍の位を加えられた。仮の鎮東将軍・大都督となった。528年（建義元年）、衛将軍の位を受けた。葛栄の乱のため、相州の民衆の多くは逃散し、州将の元鑑はそむき、都督の源子邕・裴衍らは敗戦しており、相州は荒廃していた。李神は軍民をいたわり、士気を保ったが、勝利することができなかった。爾朱栄が鄴の西で葛栄を捕らえると、乱は平定された。李神は車騎将軍の位を受け、爵位は公に進んだ。
529年（永安2年）、元顥が洛陽に入り、孝荘帝が河内に避難すると、李神は侍中の位を受け、行相州事のまま殿中尚書に任じられた。孝荘帝が洛陽に帰ると、安康郡開国公に改封された。531年（普泰元年）、驃騎大将軍・儀同三司・相州大中正に進んだ。永熙年間に死去した。534年（天平元年）、使持節・侍中・驃騎大将軍・司徒公・冀州刺史の位を追贈された。
子に李士約があった。

## 伝記資料
- 『魏書』巻70 列伝第58
- 『北史』巻87 列伝第75